# Sant Hipòlit de Voltregà
Sant Hipòlit de Voltregà este o localitate în Spania în comunitatea Catalonia în provincia Barcelona. În 2006 avea o populație de 3.319 locuitori. Este situat in comarca Osona. Este cel mai mic municipiu din Catalonia care are 0,97 km 2.
1. ↑  Nomenclátor Geográfico de Municipios y Entidades de Población (20240402 edition)
2. ↑   https://el9nou.cat/osona-ripolles/actualitat/gerard-sancho-nou-alcalde-de-sant-hipolit-amb-el-suport-de-jxcat-som-voltrega-i-la-cup/ Lipsește sau este vid: |title= (ajutor)
3. 1 2   http://www.idescat.cat/pub/?id=aec&n=925&t=2016 Lipsește sau este vid: |title= (ajutor)